# Wróblewski (cràter)
Wroblewski és un petit cràter d'impacte de la Lluna que es troba a al sud-est de l'enorme plana emmurallada del cràter Gagarin. El cràter Raspletin es troba a la vora de Gagarin, a nord-oest de Wroblewski. A sud-sud-est es localitza Sierpinski.

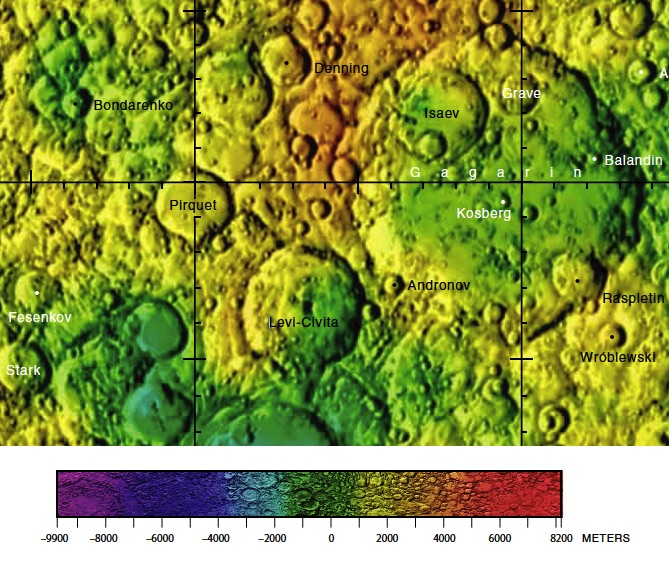
Localització de Wróblewski (cantonada inferior dreta de la imatge)
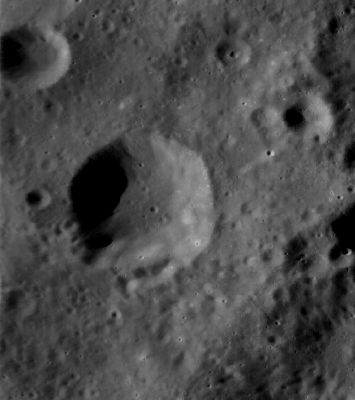
Fotografia de la missió Lunar Reconnaissance Orbiter

Com molts cràters lunars d'aquesta mida, Wroblewski és més o menys circular i té forma de bol. El perfil de la vora s'ha vist sotmès a desgast a causa d'impactes posteriors.